# Róg jednorożca

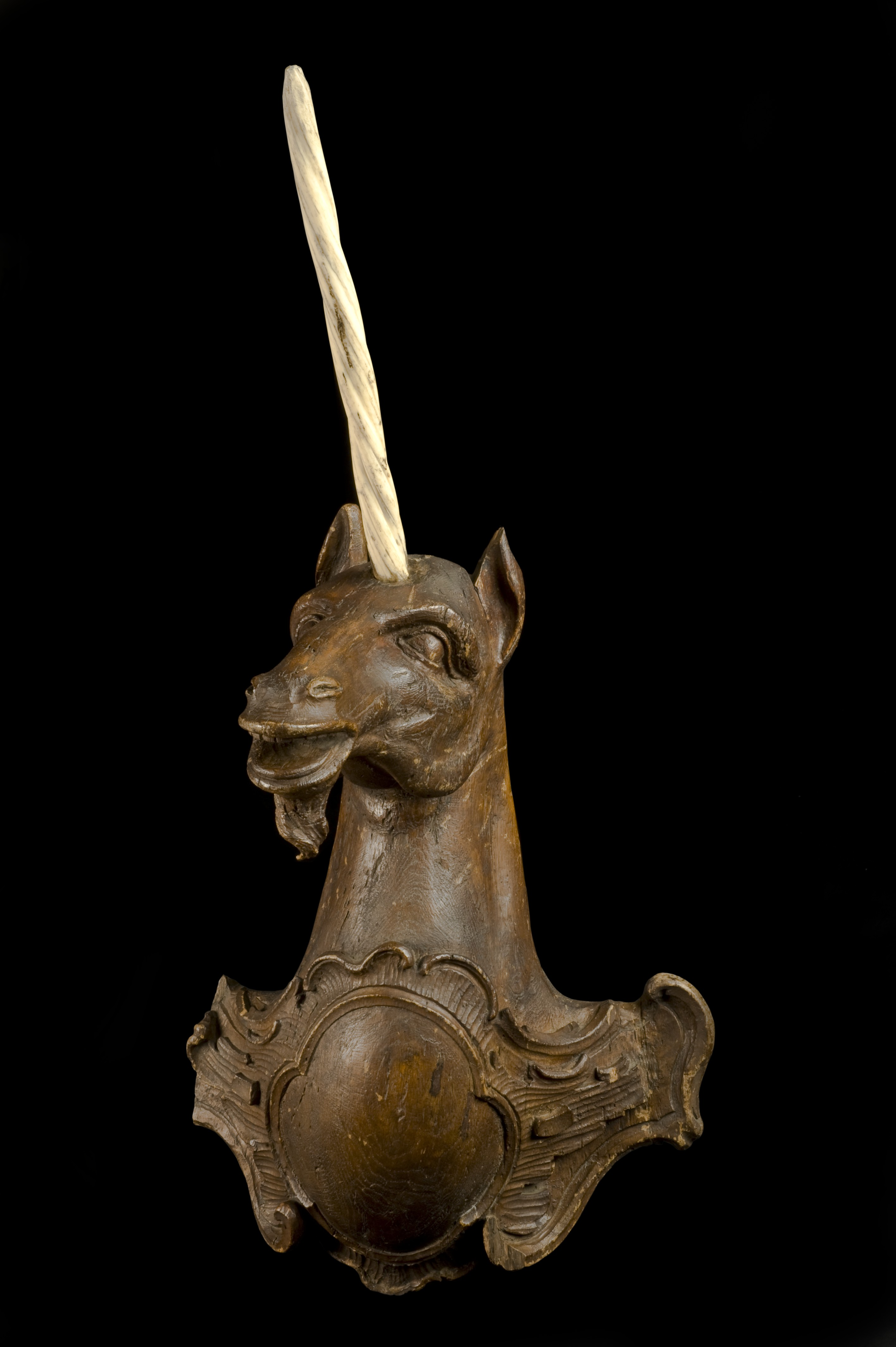
Szyld europejskiej apteki w kształcie jednorożca z rogiem z kości narwala.

Róg jednorożca – legendarny przedmiot popularny w Europie Zachodniej. Przez większość średniowiecza oraz we wczesnej nowożytności wierzono, iż był prawdziwym rogiem zdobiącym czoło tego stworzenia. Wierzono, że róg jednorożca jest źródłem uzdrawiającej mocy. Od XIII wieku jego właściwości uznawano za rzeczywiste, przez co stał się jednym z najdroższych i najsłynniejszych lekarstw stosowanych w renesansie. Wierzenia związane z „rogiem jednorożca” miały wpływ na alchemię poprzez medycynę spagiryczną. Były one inspiracją dla serii badań nad jego właściwościami oczyszczającymi, które pojawiły się między innymi w Discours de licorne (fr. „Dyskurs o jednorożcu”) autorstwa chirurga Ambrożego Parego. Dzieło to dało początek medycynie eksperymentalnej.
Uważany za jedno z najcenniejszych bogactw, które może posiadać król, róg jednorożca był obiektem wymiany handlowej i do XVIII wieku można było go nabyć u aptekarzy jako uniwersalną odtrutkę. Inne rogi były wystawiane w kunstkamerach. Róg jednorożca był używany do tworzenia bereł oraz innych symboli władzy: „tronu z rogu jednorożca” duńskich królów, korony cesarskiej i berła Cesarstwa Austrii czy pochwy i rękojeści miecza Karola Zuchwałego. Nigdy nie złapano jednorożca, jednak jego symbolika związana z dziewictwem uczyniła z rogu znak wcielenia Słowa Bożego, niewinności oraz boskiej mocy.
Wiara w moce i pochodzenie rogu jednorożca trwała od średniowiecza do XVIII wieku, w którym odkryto istnienie narwala. To właśnie ten morski ssak posiadał „róg jednorożca”. Był on w rzeczywistości jego szczególnym kłem wyrastającym ze szczęk samców i niektórych samic. Od tamtej pory jest on głównie przedmiotem dzieł fantasy, gier fabularnych oraz komputerowych, w których wykorzystywana jest jego legendarna symbolika.

## Natura i właściwości rogu
Jednorożec, postać zaczerpnięta z wyobrażeń antycznych, został opisany przez Ktezjasza jako posiadacz rogu, z którego indyjscy książęta tworzyli hanapy mające chronić przed truciznami. Temat ten podejmowali Arystoteles i Pliniusz Starszy.
Również Elian Klaudiusz uważał, że picie z rogu chroni przed chorobami i truciznami. Jego pisma inspirowały średniowiecznych autorów. Aż do renesansu jednorożec pozostawał najważniejszym i najsłynniejszym mitycznym zwierzęciem Zachodu, którego istnienia nie kwestionowano. Innym częściom jego ciała także przypisywano właściwości lecznicze. W XII wieku przeorysza Hildegarda z Bingen zalecała używanie maści na bazie wątroby jednorożca i żółtka przeciw trądowi. Uznawano, iż noszenie paska ze skóry tego stworzenia chroni przed dżumą i gorączką, zaś buty miały zapobiegać chorobom stóp
Wykorzystanie jednorożca w celach leczniczych wiązało się z jego rogiem i mocą oczyszczania przypisywaną mu już w antyku, co zostało po raz pierwszy wspomniane w XIII wieku. Legendy o właściwościach rogu jednorożca krążące od średniowiecza dały początek kwitnącemu handlowi przedmiotami, które aż do XVIII wieku stawały się coraz bardziej powszechne. Wówczas odkryto jego prawdziwe pochodzenie. Jednorożec, którego przedstawiano, nigdy nie istniał – przez setki lat „rogami jednorożca” nazywano najczęściej zęby narwala.

### Oczyszczanie wód

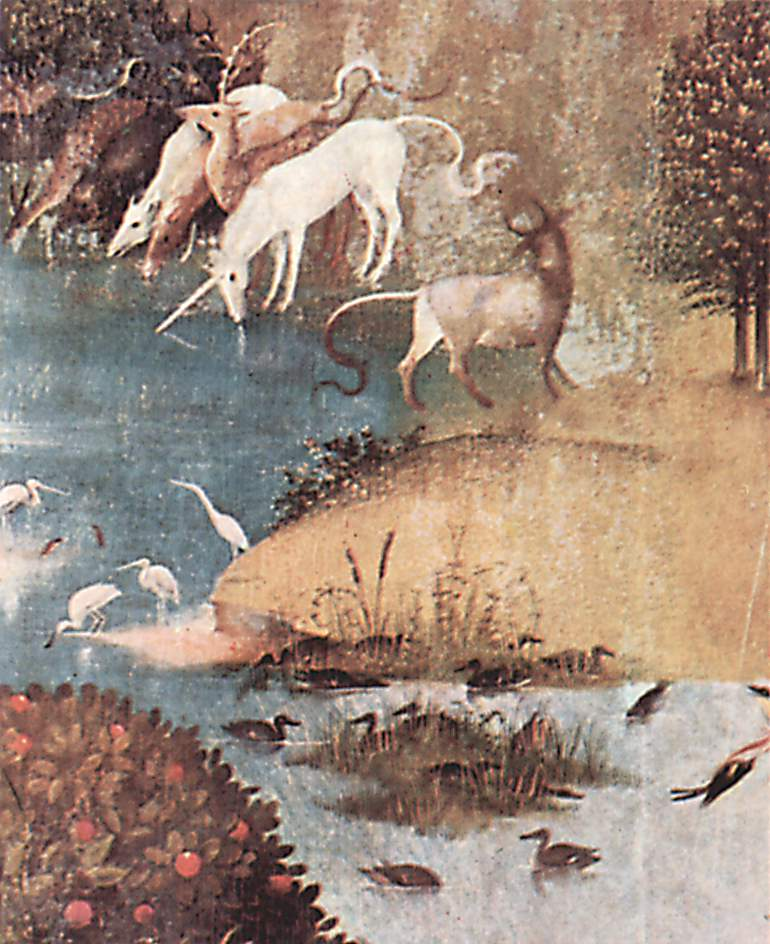
Detal lewego skrzydła Ogrodu rozkoszy ziemskich autorstwa Hieronima Boscha (1503-1504) przedstawiający jednorożce podczas oczyszczania wód.

Pierwsze wzmianki o oczyszczającej mocy jednorożca pojawiły się w XV-wiecznym tłumaczeniu Fizjologa, w którym mowa o dużym jeziorze, wokół którego gromadzą się spragnione zwierzęta:
„Przed ich przyjściem zjawia się tam wąż, który wpuszcza do wody jad. Zwierzęta spostrzegają truciznę i nie mają odwagi pić, lecz czekają na jednorożca. On, przybywszy, od razu wchodzi do jeziora i kreśli znak krzyża swoim rogiem, niszcząc moc trucizny. Gdy jednorożec napije się wody, zaczynają też pić wszystkie pozostałe zwierzęta.”
Motyw ten szybko stał się popularny. Scenę oczyszczania wód przez jednorożca przywołał w 1389 roku ojciec Johann van Hesse. Stwierdził on, że widział stworzenie wychodzące z morza w celu oczyszczenia wód, aby zwierzęta mogły się napoić. Wąż zatruwający wody symbolizuje diabła, zaś jednorożec Chrystusa Odkupiciela. Prawdopodobnie legenda ta powstała w Indiach, biorąc pod uwagę fakt, iż greckie teksty mówią o hinduskich arystokratach, którzy pili z rogów jednorożców dla ochrony przed truciznami.
Jednorożec przedstawiany jest najczęściej nad brzegiem rzeki, jeziora lub obok fontanny w otoczeniu zwierząt czekających na oczyszczenie wody. W XVI oraz XVII wieku scena ta była często wykorzystywana w sztuce. Obrazy, teksty oraz ich tłumaczenia rozpowszechniły wiarę w moc jednorożca pochodzącą z jego rogu, który miałby oczyszczać płyn w chwili jego dotknięcia. Oczyszczanie wód kształtuje legendę o właściwościach „rogu jednorożca”, a następnie uzasadnia użycie go jako panaceum.

### Właściwości medyczne

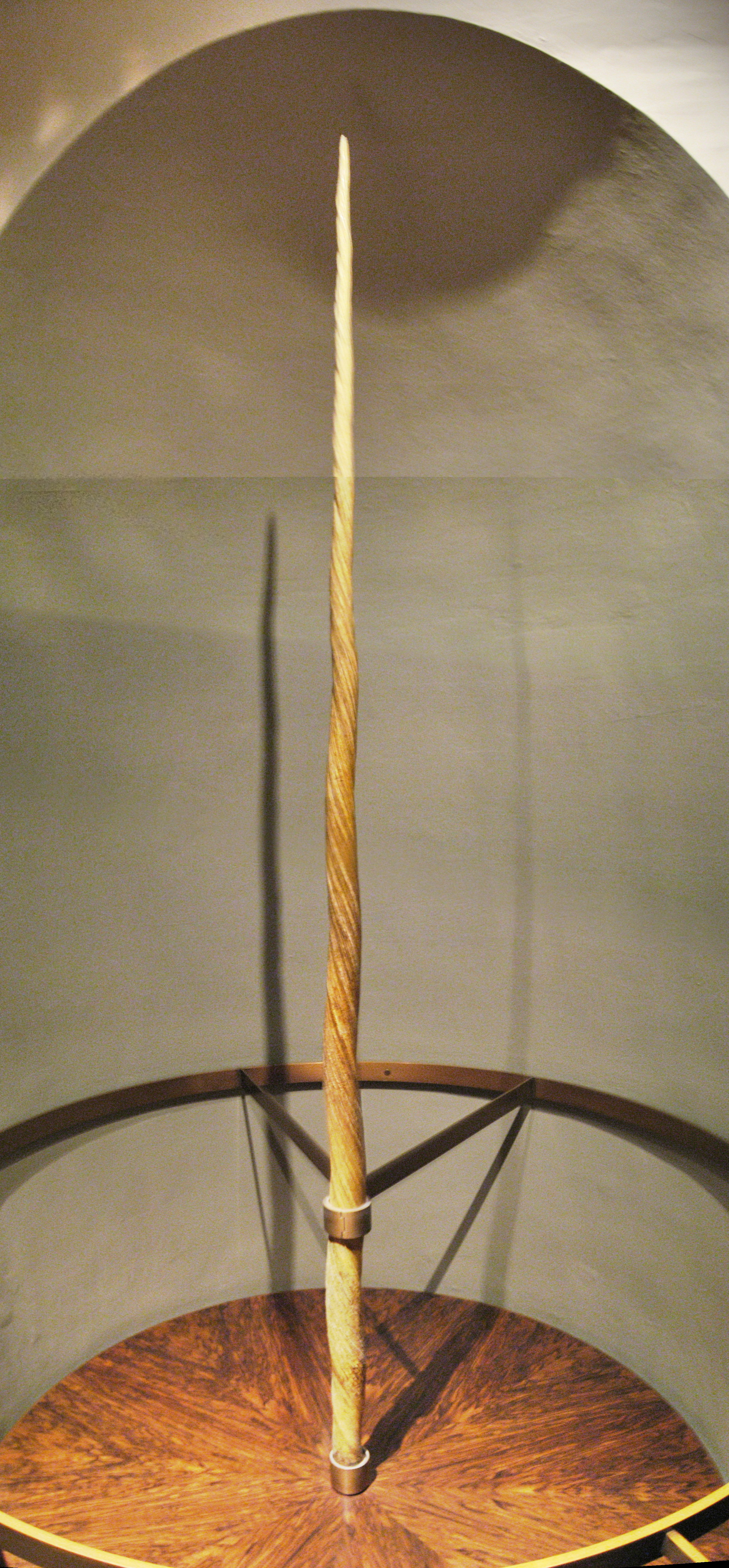
Ainkhürn, „róg jednorożca” podarowany Ferdynandowi I Habsburgowi w 1540 roku, wystawiony w Wiener Schatzkammer.

Właściwości rogu jednorożca można porównać z właściwościami bezoaru (rzekomy kamień jelitowy, nagromadzenie niestrawionych substancji w żołądku zwierząt), który jest kolejnym przedmiotem pochodzenia zwierzęcego znanym w medycynie renesansowej i wystawianym jako unikat w gabinetach osobliwości (kunstkamerach).
Nierzadko „rogowi jednorożca” przypisywano wiele właściwości leczniczych i w miarę upływu czasu poza oczyszczaniem zanieczyszczonej wody środowiskowej zalecano jego stosowanie w walce z różyczką, odrą, gorączkami i bólami. Mnisi z paryskich klasztorów wkładali róg do wody, przed podaniem napoju trędowatym. Co więcej, róg pełnił funkcję antidotum także w postaci proszku i uznawano, że jest środkiem ułatwiającym gojenie ran, umożliwiającym neutralizację trucizn (jak jad skorpiona lub żmii), a nawet walkę z dżumą. Róg prawdopodobnie pokrywał się kroplami potu w obecności jadu, mógłby również mieć moc afrodyzjaku znanego już w starożytności, oraz pozwoliłby na potwierdzenie dziewictwa młodych dziewcząt. Róg może być spożywany na wiele sposobów: czy to poprzez zażycie zeskrobanego fragmentu rogu w postaci sproszkowanej substancji, powidełek, pigułek, morselek czy też naparu. W „Farmakopei Krakowskiej”Jana Woyny z 1683 r. znajduje się receptura na lek z substancji uzyskanej z „rogu jednorożca”. Jest to Pulvis Bezoardicus Magistralis Doct. Cunradi Matthiae (łac. apteczny proszek z bezoarem doktora Konrada Matthia). W jego skład poza mitycznym rogiem (Cornu Unicorni) wchodziły między innymi substancje mineralne (rubiny, glinka czerwona, szmaragdy), substancje roślinne (gałka muszkatołowa, żywica benzoinowa, kamfora), czyste substancje chemiczne (złoto) oraz surowce pochodzenia zwierzęcego (korale, piżmo). Inny preparat oparty na „rogu jednorożca” stworzył Mikołaj Kopernik. Jest to lek nasercowy, w skład którego wchodziły między innymi szafran, bursztyn, cynamon i „róg jednorożca”. Powyższa recepta pochodzi  najprawdopodobniej z czasów studiów Kopernika w Padwie (1501–1504?).
Jego funkcja profilaktyczna i magiczna moc, chociaż znane są od wieków, krystalizowały się wraz ze wzrostem jego sprzedaży oraz rozwojem handlu wszelkiego rodzaju „fałszywymi” rogami oraz fałszywymi proszkami. Ceny tych przedmiotów osiągały astronomiczne sumy. Można przypuszczać, że wiara w te niewiarygodne zalety rogu mogła skutkować rzeczywistymi wyzdrowieniami, prawdopodobnie na zasadzie efektu placebo.
Takie zastosowanie rogu jednorożca w medycynie uzasadniane jest starożytnym dziedzictwem, na mocy którego terapeuci byli tylko narzędziami w rękach Boga oraz poprzez fakt, że owi terapeuci nadal nie dysponowali wystarczającą liczbą przedmiotów. Zadaniem Inkwizycji było umacnianie tego wierzenia. Powątpiewanie w niezwykłe moce rogu oznaczało kwestionowanie istnienia samego jednorożca, zwierzęcia Bożego wspomnianego w tłumaczeniu Biblii. Sceptykom groziła śmierć na stosie.
Wiele prac podejmuje próbę wyjaśnienia i obrony właściwości leczniczych „rogu jednorożca”, między innymi „Traktat o Jednorożcu, jego godne podziwu właściwości i wykorzystanie” Andrei Bacci’ego z 1573 r. oraz „Historia przyrody, łowiectwo, cnoty, własność i wykorzystanie rogu jednorożca” pióra aptekarza Laurenta Catelana z 1624 roku. Bacci prawdopodobnie napisał pracę na prośbę swoich pacjentów, którzy byli głównymi inwestorami w handlu rogami jednorożców.

### Wystawa i zastosowanie jako odtrutka
Skręcone „rogi” ofiarowywano sobie od bardzo dawna. Według legendy „róg” znajdujący się na wystawie w paryskim Musée de Cluny był prezentem od kalifa Bagdadu, Harouna al-Rachida, ofiarowanym Karolowi Wielkiemu w 807 roku. Ma on trzy metry długości. Z kolei róg znajdujący się na wystawie w Brugii, we Flandrii mierzy siedem stóp. Już od średniowiecza „róg jednorożca” uznawano za najcenniejsze dobro, które mógł posiadać król. Jego zastosowanie medyczne było potwierdzone już od XIII wieku, kiedy to medycy używali w lecznictwie zębów narwala podawanych jako róg jednorożca. Posiadali oni zawsze duże fragmenty zębów, co miało wykluczać możliwość pomylenia ich z zębami jakiegokolwiek innego zwierzęcia, np. wołu. Można było za nie otrzymać nawet jedenastokrotność ich masy w złocie. Kilka rogów przywiezionych z Konstantynopola w trakcie IV wyprawy krzyżowej wrzucono do studni Pałacu Dożów w Wenecji, by nie dopuścić do jej zatrucia. Pewne „rogi” zostały uznane za święte relikwie na soborze trydenckim w 1563 roku. Dzisiaj możemy je również odnaleźć w katedrze Saint-Denis na północy Paryża, w bazylice św. Marka w Wenecji i w Opactwie westminsterskim. Zazwyczaj są one umieszczone na srebrnych cokołach, przedstawiane jako trofea tylko podczas wielkich ceremonii.
Ambroży Pare wyjaśniał, że „rogów” używano na dworze królewskim we Francji, by wykryć obecność trucizny w posiłkach i napojach. Jeśli róg wrzał i dymił, oznaczało to, że pożywienie było zatrute. Mówi się, że papież Klemens VII podarował róg jednorożca długości dwóch łokci zamknięty w złotym relikwiarzu królowi Francji Franciszkowi I Walezjuszowi z okazji ślubu jego siostrzenicy Katarzyny Medycejskiej, który miał miejsce w Marsylii w październiku 1553 roku. Od tego czasu król nigdzie nie ruszał się bez swojej sakiewki wypełnionej pyłem z rogu jednorożca. Wielki inkwizytor Tomás de Torquemada również zawsze nosił swój róg by bronić się przed truciznami i zabójcami.

## Handel rogami

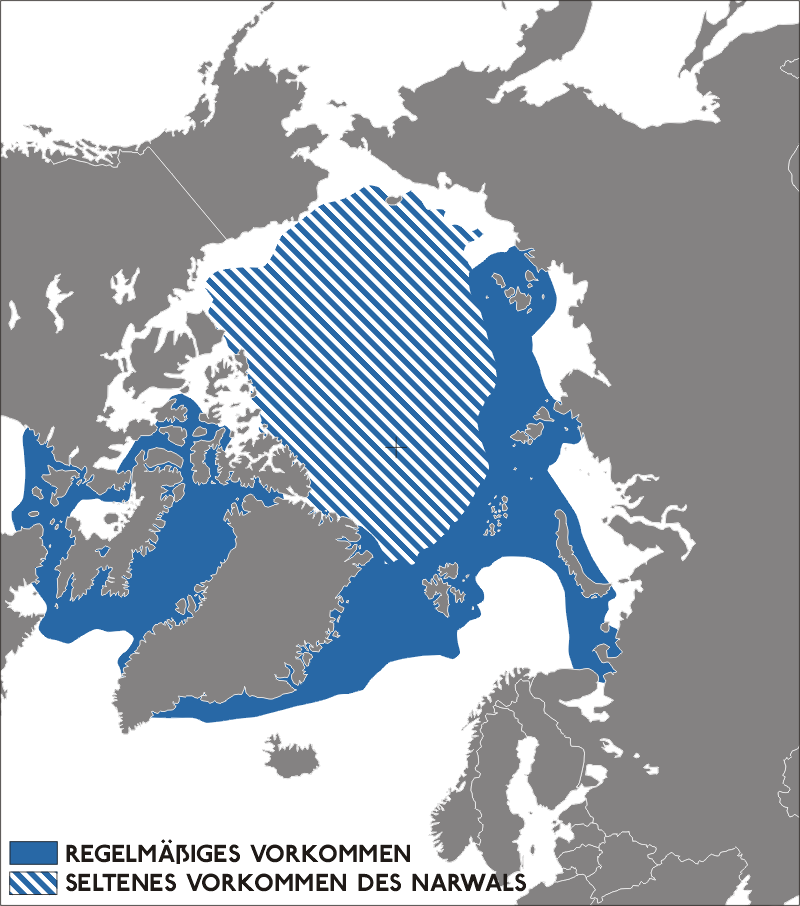
Mapa obszaru występowania narwala.

Od XV do XVI wieku istniało prawdopodobnie nie więcej niż 50 rogów, którymi handlowano w Europie (większość była kłami narwala przywiezionymi przez wikingów), co pozwalało utrzymać bardzo wysoką wartość. Osiągnęła ona apogeum w połowie XVI wieku, kiedy to „róg jednorożca” uważany był za najlepszą odtrutkę na równi z bezoarem. W tym czasie cena 1 funta (16 uncji) rogu dochodziła do 1536 monet, podczas gdy wartość porcji złota o tej samej masie wynosiła jedynie 148 monet.

## Transformacje i dzieła sztuki

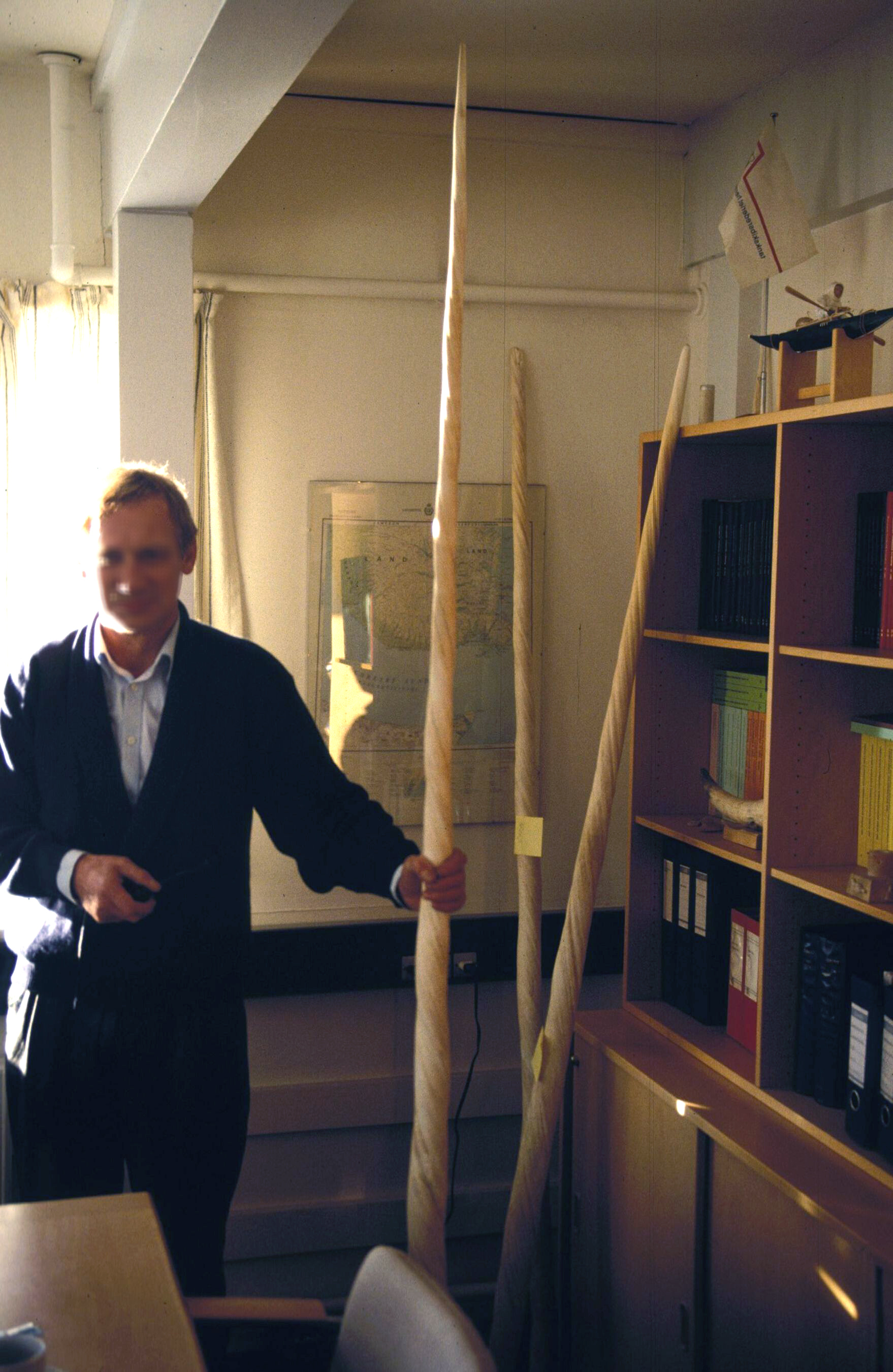
Zaprezentowane porównanie wielkości „rogu jednorożca” na tle wzrostu dorosłego człowieka kładzie kres panującym w okresie renesansu pogłoskom, na podstawie których powstawały ilustracje i teksty ukazujące jednorożca o wymiarach koźlęcia.

.„Rogi” są często prezentowane w szafkach osobliwości wraz z innymi przedmiotami o "cudownych właściwościach", takimi jak kamień bezoar. Chociaż w większość przypadków są pozostawione w formie, której wygląd dowodzi ich pochodzenia, z rogu jednorożca powstawały również cenne przedmioty, takie jak kubki, puchary, sztućce (uchwyty noży), wazony i berła, głównie z przeznaczeniem dla monarchów. Karol Zuchwały, władca Burgundii, pił z rogowych kielichów, osłona i pochwa jego miecza są zrobione z tego materiału, posiadał on także sześć rogów zachowanych w całości. Obiekty te są częścią posagu, który Maria Burgundzka wniosła poprzez małżeństwo do skarbu Maksymiliana I w roku 1477, następnie przechodzą one w posiadanie ich syna, Filipa Pięknego, oraz następnego króla, Karola V. Najbardziej znanym z dzieł sztuki jest „tron jednorożców” królów Danii, który był zbudowany w 1671 roku w całości z „rogów jednorożców” (właściwie z zębów narwali i kłów morsów). W tym czasie zaczyna się odkrywać rzeczywiste pochodzenie tych przedmiotów. Tron jest widoczny na zamku Rosenborg w Kopenhadze. Również berło i austriacka korona cesarska są częściowo wykonane z tego materiału.
Cesarz Rudolf II, który obawiał się otrucia przez swoich dworzan, zlecił swojemu złotnikowi Janowi Vermeyenowi stworzenie filiżanki i berła ze złota i „rogu jednorożca”, które powróciły później do brata cesarza - Mathiasa. Dziś są one wystawiane w Muzeum Historii Sztuki w Wiedniu (Kunsthistorisches Museum).

W Austrii skarb cesarskiego pałacu obejmuje róg znany jako Ainkhürn (dosłownie „róg” lub „róg jednorożca”), ofiarowany przez króla polskiego Zygmunta II dynastii Habsburgów i cesarzowi Ferdynandowi I w 1540 r. Wraz z agatowym kielichem staje się jednym z niezbywalnych przedmiotów domu Habsburgów. Przy podziale majątku po śmierci Ferdynanda I uzgodniono, że te dwa przedmioty powinny pozostać we wspólnym posiadaniu linii królewskiej i nie mogą nigdy zostać ofiarowane ani sprzedane.

Dzieła sztuki stworzone z « rogu jednorożca » (w rzeczywistości zęba narwala)
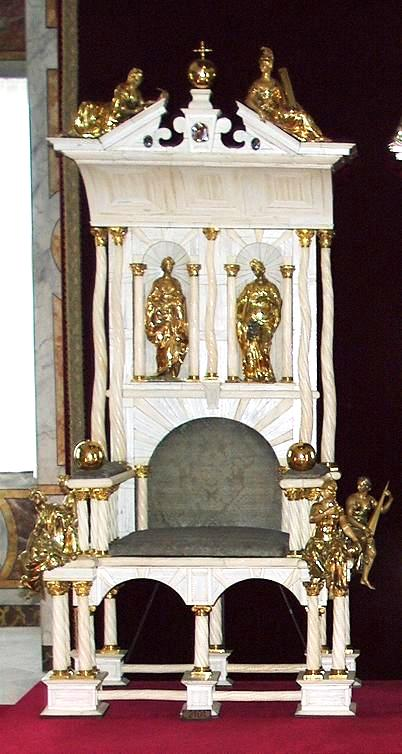
„Tron jednorożca” będący w posiadaniu królów Danii, używany w czasie koronacji królów od 1671 do 1840 roku.
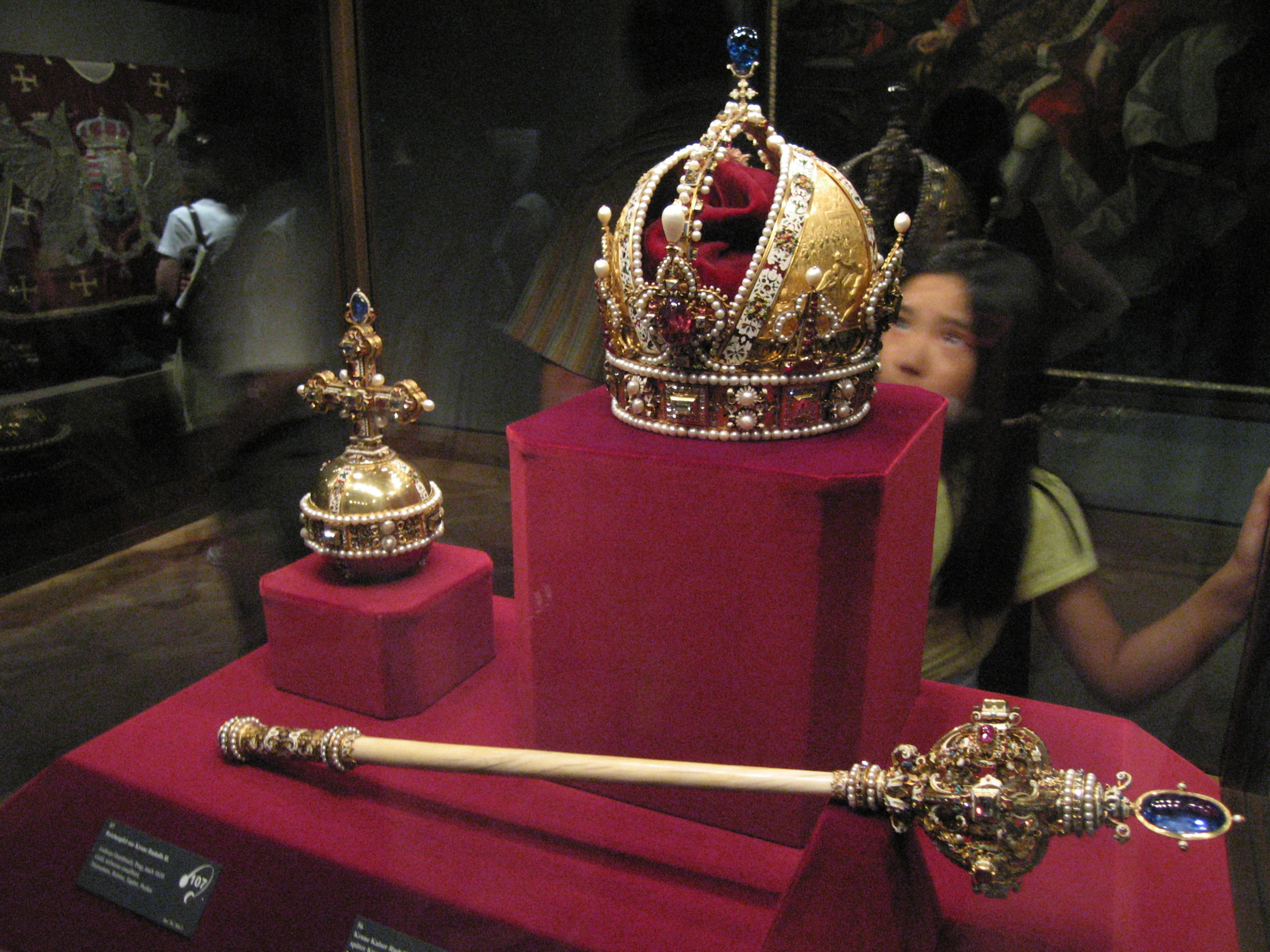
Berło i korona Cesarstwa Austriackiego zostały stworzone częściowo z zębów narwala, uznawanych wówczas za rogi jednorożców.
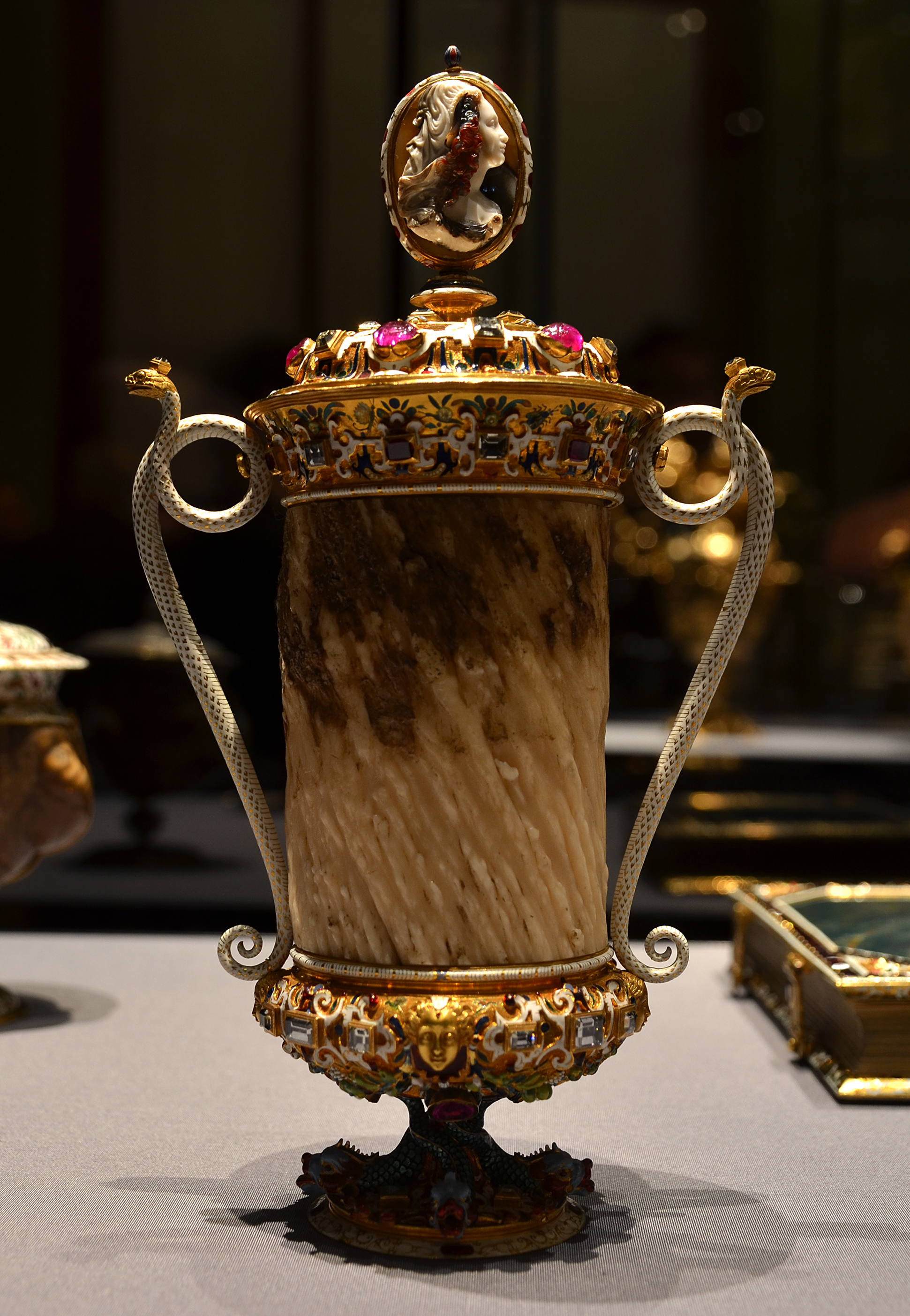
Puchar wykonany z  „rogu jednorożca”, zaprojektowany przez Jana Vermeyena, stworzony w pracowni Miseroniego w Pradze około roku 1600.

## Odkrycie narwala

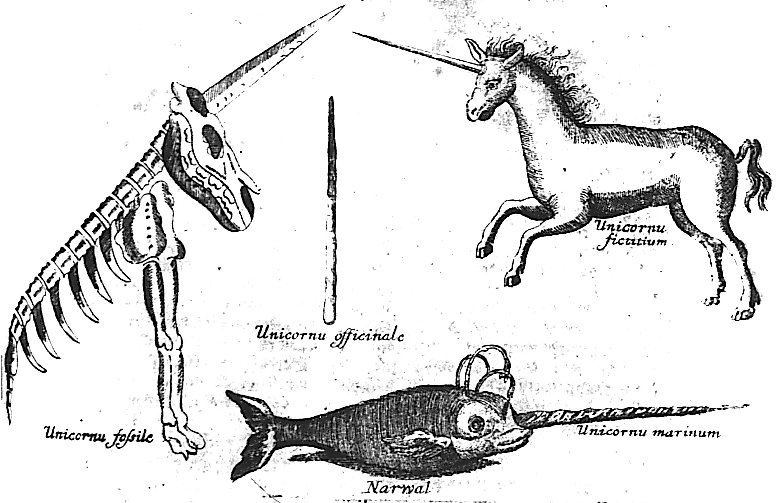
Jednorożec, narwal i skamieniały szkielet Elasmoterium porównane na rycinie w Museum Museorum z 1704 roku.

Już od XV wieku niektórzy naukowcy zakładali, że słynne „rogi jednorożca” sprzedawane w Europie jako odtrutka należały w rzeczywistości do zwierząt morskich. W XVI wieku wspomina o nich kilka niewzbudzających większego zainteresowania tekstów, w których m.in. Pierre Belon wyraża swoje niedowierzanie, że tak małe zwierzę mogłoby posiadać niemal trzymetrowy róg. Autorzy dziwili się również, że „rogi jednorożca” zdają się pochodzić z Anglii, Danii lub Islandii. Ambroży Pare w Discours de la licorne twierdzi, że owe „rogi” są w rzeczywistości kłami morsów. Opowieści morskich podróżników przepełnione są cudownościami przypisywanymi rogatym stworzeniom wodnym. Z kolei angielski żeglarz Martin Frobisher w 1577 opisuje spotkanie z „jednorożcem morskim”. Doniesienia z obserwacji, takie jak te o „camphruchu” autorstwa André Theveta, sugerowałyby przynależność jednorożca do stworzeń wodnych, co zbliżałoby je do waleni, których przedstawicielem jest narwal.
Pierwszą wyraźną wzmiankę o rogatym narwalu znajdujemy w dziele naukowym z 1607 w następujących słowach:

Mięso narwala powoduje natychmiastową śmierć tego, kto je zje. U dołu głowy tego zwierzęcia widnieje ząb długi na około siedmiu łokci. Niektórzy sprzedają go jako róg jednorożca i mówi się, że jest on odporny na wszelkie trucizny. Bestia ta liczy 40 łokci długości.

Kolejny szczegółowy opis narwala ukazuje się w 1645 roku, jednak nie łączy on w żaden sposób tego morskiego ssaka z jednorożcem.
Związek pomiędzy kłem narwala i „rogiem jednorożca” został ukazany w 1704 za sprawą słynnego rysunku pochodzącego z Museum Museorum autorstwa Michaela Bernharda Valentiniego (pierwszego dzieła naukowego w europejskich zbiorach). Przedstawiał on narwala, zrekonstruowany szkielet elasmoterium (prehistorycznego nosorożca wyposażonego w róg czołowy) oraz wizerunek jednorożca pod postacią konia wraz ze znajdującym się pod spodem kłem nazwanym Unicornu officinaleJednorożec jest tam przedstawiony jako stworzenie legendarne i nazwany Unicornu fictium. Z biegiem czasu przyjęto, że jednorożce nie istnieją, oraz że większość opisywanych dotychczas „rogów jednorożca” to w rzeczywistości kły niegroźnego samca narwala (jak i niektórych samic), które wyrastają z lewej części ich szczęki. Narwal żyje wzdłuż wybrzeża Grenlandii, w lodowatych wodach Arktyki, co utrudniało prowadzenie badań nad tym gatunkiem, i tym samym opóźniło jego odkrycie w Europie. Kieł narwala przez długi czas uważano za róg, a nie za ząb prawdopodobnie z powodu odrzucenia asymetrii, głoszonego przez Karola Linneusza w Systema Naturae. W tym samym dziele jednorożec został przyporządkowany do zwierząt paradoksalnych, nieistniejących w rzeczywistości (łac. animalia paradoxa).
W 1751 w Encyclopédie potwierdzono, że to zęby narwala uznawano błędnie za rogi jednorożca: 

.Jednorożec, zwierzę fantastyczne […]. Rogi jednorożca widziane wcześniej w różnych miejscach są albo rogami innych znanych zwierząt, albo uformowanymi fragmentami kości słoniowej, albo zębami ryb. Substancja kostna przypominająca kość słoniową lub zakrzywiony róg przyozdobiony spiralami [którą przywozi się niekiedy z Syberii] nie ma nic wspólnego z tym fantastycznym stworzeniem, którego nazwaliśmy jednorożcem; […] pochodzi ona natomiast od walenia zwanego narwalem.

Narwal, podobnie jak nosorożec, doczekał się w tym samym dziele długiego wpisu naukowego, który pomógł rozwiać wątpliwości europejskich oświeceniowców w tej kwestii.
Od tamtej pory narwal nazwany jest „jednorożcem morskim”. Odkrycie tego morskiego ssaka kończy sławę „rogu jednorożca” i kładzie kres związanemu z nim handlowi, jednak wiara w istnienie jednorożca nie znika natychmiastowo.